# 콜링 (덴마크)
콜링(덴마크어: Kolding)은 덴마크 윌란반도 동부 연안에 위치한 항구 도시로, 도시 인구는 57,540명(2012년 1월 1일 기준), 지방 자치체 인구는 89,412명(2012년 1월 1일 기준)이며 행정 구역상으로는 남덴마크 지역 콜링시에 속한다. 덴마크에서 7번째로 큰 도시이며 교통과 상업, 제조업의 중심지이다.
12세기부터 마을이 존재했으며 1231년에 도시 지위를 부여받았다. 1658년 12월 25일에는 스테판 차르니에츠키 사령관이 이끄는 폴란드-리투아니아 연방과 덴마크-노르웨이 연합군이 칼 10세 구스타브 국왕이 이끌던 스웨덴 군대를 격파했다. 1849년 4월 23일에는 독일군과 덴마크군 사이에 큰 전투가 벌어졌다.

## 사진

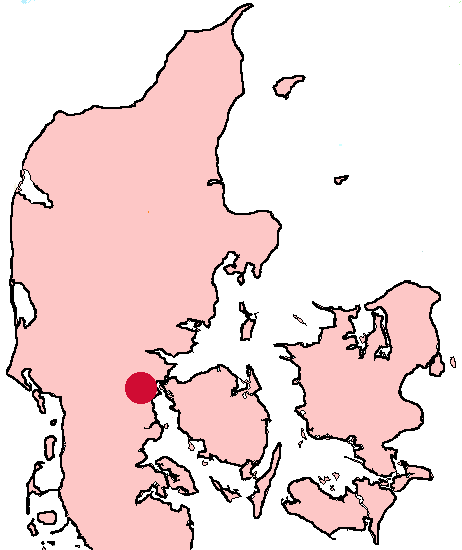
콜링의 위치
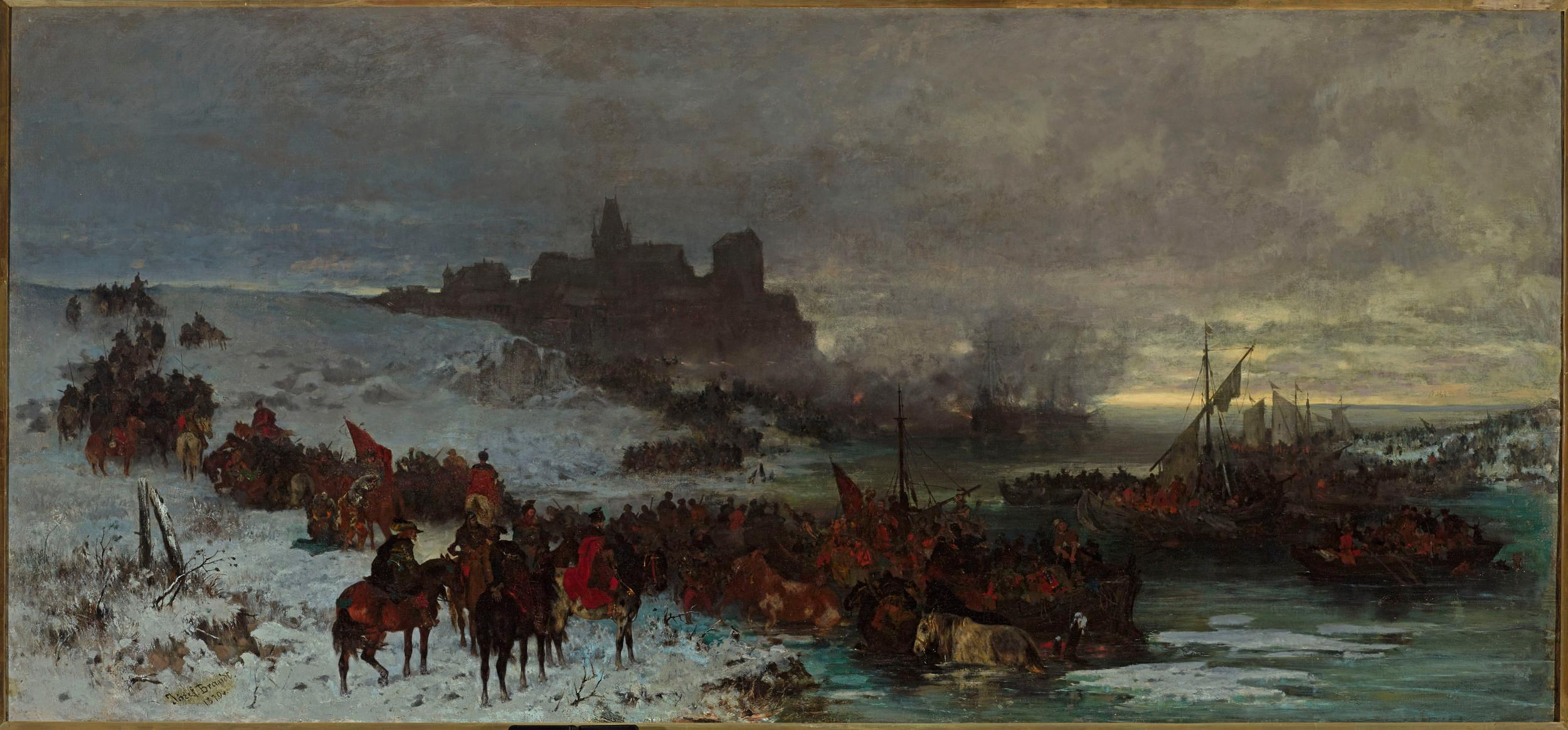
콜링 전투 (1658년)

## 자매 도시
- 일본 안조시
- 독일 델멘호르스트
- 노르웨이 드람멘
- 스페인 우에스카르
- 핀란드 라펜란타
- 그린란드 나노르탈리크
- 스웨덴 외레브로
- 리투아니아 파네베지스
- 이탈리아 피사
- 아이슬란드 스티키스홀무르
- 헝가리 솜버트헤이

## 같이 보기
- 콜링시